# Hrabstwo Ashland (Ohio)
Hrabstwo Ashland (ang. Ashland County) – hrabstwo w USA, w stanie Ohio. Według spisu z 2020 roku liczy 52,4 tys. mieszkańców. 

## Miasta
- Ashland
- Cinnamon Lake (CDP)

## Wioski
- Bailey Lakes
- Hayesville
- Jeromesville
- Loudonville
- Mifflin
- Perrysville
- Polk
- Savannah

## Sąsiednie hrabstwa
- Hrabstwo Lorain (północ)
- Hrabstwo Medina (północny wschód)
- Hrabstwo Wayne (wschód)
- Hrabstwo Holmes (południowy wschód)
- Hrabstwo Knox (południowy zachód)
- Hrabstwo Richland (zachód)
- Hrabstwo Huron (północny zachód)

## Demografia
Według danych za lata 2014–2019 w hrabstwie 96,7% mieszkańców stanowiła ludność biała (95,6% nie licząc Latynosów), 1,6% miało rasę mieszaną, 0,7% to byli czarnoskórzy Amerykanie lub Afroamerykanie i 0,7% to byli Azjaci. Latynosi stanowili 1,4% ludności hrabstwa.
Do największych grup należały osoby pochodzenia niemieckiego (28,9%), irlandzkiego (12,4%), angielskiego (9,5%), „amerykańskiego” (7,7%), szkockiego lub szkocko–irlandzkiego (3,5%) i włoskiego (3,4%).

## Religia
Największą grupą religijną w hrabstwie Ashland są protestanci, a wśród nich przeważają: baptyści Converge (9,0%), zjednoczeni metodyści (7,1%), bezdenominacyjni (5,9%), amisze (3,1%), anabaptyści (3,1%), luteranie (3%), campbellici (2,3%), zielonoświątkowcy (1,8%), pozostali baptyści (1,5%) i kalwini (1,5%).
Do innych grup religijnych należeli: katolicy (2,84%), muzułmanie (0,58%), mormoni (0,48%), świadkowie Jehowy (1 zbór) i prawosławni (0,08%).